# Григорян, Тарон Гегамович
Тарон Гегамович Григорян (арм. Գրիգորյան Տարոն Գեղամի) — армянский боец смешанных боевых искусств. Действующий профессиональный боец. Чемпион России по Вольной Борьбе среди студентов (2013), Чемпион России по Боевому Самбо (2017), Чемпион Мира по Боевому Самбо (2019). В настоящее время выступает за команду «Lion Heart».

## Биография
Тарон Гегамович Григорян родился 18 ноября 1994 года в селе Ванашен Араратского района в Армении. В 2000 году переехал вместе с родителями в Москву на постоянное место жительства. В 2001 году пошел в первый класс средней образовательной школы № 244, откуда после 4 класса перевелся в общеобразовательную школу № 1029. В 2012 году поступил в Российский Экономический Университет им. Плеханова на факультет Экономики, который окончил в 2016 году.

## Спортивная карьера
В 2006 году Тарон начал заниматься вольной борьбой в ДЮСШ № 86 г. Москва. С 2011 года выступал за спортивный клуб борьбы ЦСКА. В 2017 году Тарон начал заниматься самбо и смешанными боевыми искусствами (ММА).
В феврале 2018 года дебютировал в профессиональных боях ММА на турнире «VHTHFF STALINGRAD CUP 12» в Волгограде, победив Дмитрия Данилова техническим нокаутом в 1 раунде.
Вторым профессиональным боем для него стал поединок против Расима Розалиева на турнире «FFP 4- FIGHT FAMILY PROMOTION 4» в Москве в том же году. Тарон победил соперника нокаутом на 15 секунде 1 раунда.
Третий бой провёл с Даниалом Бадаловым на «FFP 7 FIGHT FAMILY PROMOTION 7» в Москве в декабре 2018 года, победив его единогласным решением судей.
Далее в 2019 году он выиграл техническим нокаутом иранского бойца HAMID REZA в Ереване в первом раунде на «GFC 13- GORILLA FIGHTING 13».
Пятый свой бой Тарон провёл в Абу-Даби в ОАЭ на турнире «UAE WARRIORS 18» в марте 2021 года с ранее не знающим поражений ISLAM MAHAMAJONOV, побеждая его единогласным решением судей.
В настоящее время является действующим бойцом с профессиональным рекордом 5-1.
25 февраля 2023 года победил техническим нокаутом ТКО 3 минуте второго раунда MIX FIGHT EVENTS 52: ROAD TO ONE CHAMPIONSHIP.

## Титулы и достижения
Мастер Спорта России по Вольной Борьбе (29 августа 2016 года) 
 Мастер Спорта России по Самбо (8 октября 2018 года)

### Вольная борьба
- Чемпионат г. Москвы
  - Многократный Чемпион г. Москвы в полулёгком весе
- Чемпионат России
  - Чемпион России среди студентов 2013

### ММА
- Чемпионат г. Москвы
  - Чемпион г. Москвы по ММА 2017

### Боевое самбо
- Чемпионат России
  - Чемпион России по Боевому Самбо 2017
- Чемпионат Мира
  - Чемпион Мира по боевому самбо 2019

### Грепплинг
- Чемпион Армении по грепплингу 2023

## Таблица выступлений
| Боёв 6   | Побед 5 | Поражений 1 |
| -------- | ------- | ----------- |
| Нокаутом | 2       | 1           |
| Сдачей   | 1       | 0           |
| Решением | 2       | 0           |

| Результат | Рекорд | Соперник           | Способ                       | Турнир                                                             | Дата            | Раунд | Время | Место             | Примечание                                    |
| --------- | ------ | ------------------ | ---------------------------- | ------------------------------------------------------------------ | --------------- | ----- | ----- | ----------------- | --------------------------------------------- |
| Победа    | 6-1    | Вреж Оганисян      | Нокаутом                     | MIX FIGHT EVENTS 52: ROAD TO ONE CHAMPIONSHIP: Григорян — Оганисян | 25 февраля 2023 | 2     | 3:00  | Ереван, Армения   | MIX FIGHT EVENTS 52: ROAD TO ONE CHAMPIONSHIP |
| Поражение | 5-1    | Жавохир Иматов     | Нокаутом (удар по корпусу)   | UAE WARRIORS 28: Григорян — Иматов                                 | 26 марта 2022   | 1     | 4:41  | Абу-Даби, ОАЭ     | UAE Warriors — UAE Warriors 28: International |
| Победа    | 5-0    | Ислам Махамаджонов | Решением (единогласным)      | UAE Warriors 18: Григорян — Махамаджонов                           | 20 марта 2021   | 3     | 5:00  | Абу-Даби, ОАЭ     | UAE Warriors — UAE Warriors 18                |
| Победа    | 4-0    | Хамид Реза         | Сабмишном (удушение сзади)   | Gorilla Fighting 13: Григорян — Реза                               | 6 июля 2019     | 1     | 2:08  | Ереван, Армения   | GFC 13 — GORILLA FIGHTING 13                  |
| Победа    | 3-0    | Данияр Бадалов     | Решением (единогласным)      | Fight Family Promotion 7: Григорян — Бадалов                       | 2 декабря 2018  | 2     | 5:00  | Москва, Россия    | FFP 7 — Fight Family Promotion 7              |
| Победа    | 2-0    | Расим Розалиев     | Нокаутом                     | Fight Family Promotion 4: Григорян — Розалиев                      | 26 августа 2018 | 1     | 0:15  | Москва, Россия    | FP 4 — Fight Family Promotion 4               |
| Победа    | 1-0    | Дмитрий Данилов    | Техническим нокаутом (удары) | STALINGRAD CUP 12: Григорян — Розалиев                             | 17 февраля 2018 | 1     | 1:15  | Волгоград, Россия | VHTHFF — STALINGRAD CUP 12                    |